# Cinema Odeon (Vicenza)
Il cinema Odeon è una sala cinematografica storica di Vicenza, tuttora in funzione.

## Storia
Iniziò la propria attività il 18 maggio 1907 come  "cinematografo San Faustino", prendendo il nome dalla chiesa sconsacrata dei Santi Faustino e Giovita all'interno della quale è ricavato.
La struttura architettonica e le decorazioni della chiesa sono sostanzialmente intatte. La chiesa era stata riprogettata in forme barocche nel Settecento.
Il cinema Odeon di Vicenza è stato citato come la più longeva sala cinematografica in Italia per attività di programmazione continuativa, non avendo mai interrotto la proiezione di film dal 1907 (nemmeno durante le due guerre mondiali), se non nei periodi di chiusura estiva e durante lavori di ristrutturazione nel corso degli anni.